# Suflí
Suflí és una localitat de la província d'Almeria. L'any 2006 tenia 253 habitants. La seva extensió superficial és de 10 km² i té una densitat de 25,3 hab/km². Les seves coordenades geogràfiques són 37° 20′ N, 2° 23′ O. Està situada a una altitud de 634 metres i a 115 quilòmetres de la capital de la província, Almeria.

## Demografia
| 1996 | 1998 | 1999 | 2000 | 2001 | 2002 | 2003 | 2004 | 2005 | 2006 |
| ---- | ---- | ---- | ---- | ---- | ---- | ---- | ---- | ---- | ---- |
| 233  | 246  | 249  | 256  | 251  | 255  | 242  | 234  | 260  | 253  |